# Майер, Гай
Гай Майер (англ. Guy Maier; 15 августа 1891, Буффало, Нью-Йорк — 24 сентября 1956, Санта-Моника, Калифорния) — американский пианист и педагог.

## Биография
Сын розничного торговца обувью Джона Майера и его жены Евы Д. Майер. Окончил Консерваторию Новой Англии (1913), затем совершенствовал своё мастерство в Берлине у Артура Шнабеля. Дебютировал в Бостоне в 1914 г. Наибольшей известностью пользовался как участник фортепианного дуэта с Ли Паттисоном, концертировавшего в 1916—1931 гг. — по мнению журнала Time, лучшего в то время фортепианного дуэта в мире; как отмечал Сильвио Шонти, с успеха дуэта Майера и Паттисона начался бурный всплеск интереса к этой форме музицирования.
В 1924—1931 гг. преподавал в Мичиганском университете, в 1935—1942 гг. в Джульярдской школе, в 1946—1956 гг. в Калифорнийском университете в Лос-Анджелесе.
Сборник статей Майера, печатавшихся в журнале «Etude», посмертно издан под названием «Помощник фортепианного педагога» (англ. The piano teacher's companion; 1963).